# Gemelas Clements
Ava Marie Clements y Leah Rose Clements  (California, 7 de julio de 2010 ), conocidas como las gemelas Clements, son modelos y personalidades de las redes sociales estadounidenses que son gemelas idénticas. Cuando las gemelas tenían siete años, sus padres firmaron con dos agencias de modelos. Varios medios de comunicación se han referido a ellas como "las gemelas más hermosas del mundo", Para enero de 2025, habían acumulado más de 2,1 millones de seguidores en Instagram.

## Vidas personales
Ava Marie y Leah Rose Clements nacieron el 7 de julio de 2010, y son hijas de Kevin Clements, un entrenador de natación de secundaria, y Jaqi Clements. Tienen otro hermano. Son del condado de Orange, California.
A Kevin le diagnosticaron cáncer en 2019. Las gemelas usaron su cuenta de Instagram para ayudar a recaudar fondos y encontrar un donante para su trasplante de médula ósea.

## Carrera
Kevin y Jaqi querían que las gemelas iniciaran en el modelaje cuando tuvieran seis meses, pero pospusieron este plan debido al tiempo necesario para asumir este compromiso  hasta que cumplieran siete años. En ese momento, el vecino de Clements quería modelos para ayudar a publicitar una boutique infantil recién inaugurada. Las gemelas posaron juntas para fotografías y Jaqi envió las imágenes a los contactos que había reunido en su primer intento de conseguirles una carrera como modelos. Se reunió con varias agencias de modelos y finalmente firmó contratos con dos agencias: una en el condado de Orange y otra en Los Ángeles. Un año después de comenzar sus carreras como modelos, las gemelas habían ganado más de medio millón de seguidores en Instagram. La cifra aumentó a 1,5 millones en diciembre de 2019  y a casi 2 millones en agosto de 2023 